# Conus unicolor
Conus unicolor é uma espécie de gastrópode do gênero Conus, pertencente à família Conidae.